# پاتریک کاوانا
پاتریک کاوانا (انگلیسی: Patrick Cavanaugh؛ زادهٔ) بازیگر اهل ایالات متحده آمریکا است. وی از سال ۱۹۹۹ میلادی تاکنون مشغول فعالیت بوده‌است.
از فیلم‌ها یا برنامه‌های تلویزیونی که وی در آن نقش داشته‌است، می‌توان به خانواده امروزی، مأموران شیلد، ان‌سی‌آی‌اس: لس آنجلس، آناتومی گری، بتمن شجاع و جسور، روان‌کاو، به من دروغ بگو، مد من، بتی بی‌ریخته، فریژر، شش فوت زیر زمین، لیگ عدالت: تاج و تخت آتلانتیس، تعطیلات، ماجرای خوابگاه، ماجرای خوابگاه ۲ و ماجرای خوابگاه ۳ اشاره کرد.